# Ectotiorodospiràcies
Els Ectothiorhodospiraceae són una família de bacteris porpres del sofre, que es distingeixen pel fet de produir glòbuls de sofre fora de les seves cèl·lules. En general, són organismes marins.
Moltes de les seves espècies són fototròfiques en condicions d'anòxia i anaeròbia. Es mouen per flagels.
Els Ectothiorhodospiraceae oxiden els sulfurs mitjançant la fotosíntesi, o sulfur d'hidrogen a sofre elemental l'emmagatzemen en forma de glòbuls extracel·lularment. Després el sofre es pot oxidar a sulfat extracel·lularment.Com que no s'allibera oxigen té lloc la fotosíntesi en anòxia.